# یواس‌اس دمپسی (دی‌ئی-۲۶)
یواس‌اس دمپسی (دی‌ئی-۲۶) (به انگلیسی: USS Dempsey (DE-26)) یک کشتی بود که طول آن ۲۸۹ فوت ۵ اینچ (۸۸٫۲۱ متر) بود. این کشتی در سال ۱۹۴۳ ساخته شد.